# Козюк Віктор Валерійович
Ві́ктор Вале́рійович Козю́к (нар. 2 травня 1977, м. Хмельницький) — український вчений у галузі економіки. Доктор економічних наук (2006), професор, завідувач кафедри економічної теорії Тернопільського національного економічного університету. Один з провідних фахівців у сфері монетарної політики, функціонування валютних союзів та резервних валют, трансформації макроекономічної політики в глобальних умовах, розвитку глобалізації.

## Життєпис[1]

### Освіта
У 1998 році з відзнакою закінчив Тернопільську академію народного господарства (нині ТНЕУ) за спеціальністю «Фінанси та кредит» і вступив до аспірантури Тернопільського державного технічного університету імені Івана Пулюя.
У 2000 році успішно захистив кандидатську дисертацію «Державний борг в перехідній економіці України [Архівовано 1 Жовтня 2017 у Wayback Machine.]» за спеціальністю 08.01.01 — «Економічна теорія» на спеціалізованій вченій раді Львівського національного університету імені Івана Франка.
У 2006 році захистив докторську дисертацію на тему: «Центральні банки в умовах глобалізації: основні напрямки трансформації монетарної політики національного та міжнародного рівня [Архівовано 1 Жовтня 2017 у Wayback Machine.]» за спеціальністю 08.00.02 — «Світове господарство та міжнародні економічні відносини» на спеціалізованій вченій раді в Інституті світового господарства та міжнародних відносин НАН України (м. Київ).
У 2007 році Козюку В. В. присвоєно вчене звання професора.
У 2012 році Козюку В. В. присвоєно звання академік Академії економічних наук України.
У 2016 році обраний членом науково-методичної комісії 6 з бізнесу, управління та права (підкомісії 051 Економіка) сектору вищої освіти Науково-методичної ради Міністерства освіти і науки України.
У 2016 році обраний членом Ради Національного банку України.
У 2016 році проходив міжнародне науково-педагогічне стажування за програмою «Імплементація європейського досвіду в систему вищої економічної та соціогуманітарної освіти України» у Технологічному освітньому інституті Західної Македонії (Греція).

### Трудова і наукова діяльність
- 09.1998—01.1999 — викладач кафедри фінансів Тернопільського інституту економіки і підприємництва.
- 11.1998—12.2000 — аспірант Тернопільського державного технічного університету імені Івана Пулюя.
- 01.2001—11.2001 — старший викладач кафедри маркетингу на виробництві Тернопільського державного технічного університету імені Івана Пулюя.
- 11.2001—03.2003 — доцент кафедри маркетингу на виробництві Тернопільського державного технічного університету імені Івана Пулюя.
- 03.2003—08.2005 — доцент кафедри фінансів, обліку і аудиту Тернопільського державного технічного університету імені Івана Пулюя.
- 09.2005—06.2006 — доцент кафедри економічної кібернетики Тернопільського державного технічного університету імені Івана Пулюя.
- 07.2006—12.2007 — завідувач кафедри маркетингу на виробництві Тернопільського державного технічного університету імені Івана Пулюя.
- 01.2008—03.2008 — виконувач обов'язків декана факультету економіки і підприємницької діяльності Тернопільського державного технічного університету імені Івана Пулюя
- 04.2008—07.2008 — декан факультету економіки і підприємницької діяльності Тернопільського державного технічного університету імені Івана Пулюя.
- 07.2008—08.2008 — виконувач обов'язків завідувача кафедри економічної теорії Тернопільського національного економічного університету.
- 08.2008—дотепер — завідувач кафедри економічної теорії[4] Тернопільського національного економічного університету.

З 1 вересня 2013 р. по 31 серпня 2014 р. професор Козюк В. В. працював проректором з міжнародних зв'язків ТНЕУ.
У 2003 р. під час засідання Бюджетного Комітету Верховної Ради України брав участь в обговоренні Проекту Закону «Про державний борг».
У 2010 році за грантом Президента України для підтримки досліджень молодих вчених успішно реалізував науково-дослідну роботу «Теоретико-методологічні засади розробки системи глобальної монетарної стабільності та обґрунтування трансформації монетарної політики НБУ».
У 2013 році брав участь у міжнародній конференції «Nordic Model» (м. Фленсбург), 2014 році — у міжнародній конференції «Функціонування локальних виробничих систем в умовах економічної кризи — підсумки проекту FOLPSEC» (м. Ряшів, Республіка Польща), 2017 році — міжнародній конференції «Європа регіонів і Україна: розвиток і співпраця» (м. Будва, Чорногорія).
У 2014 році на запрошення Європейської асоціації університетів брав участь у роботі Другого фінансового форуму «Стратегії ефективного фінансування університетів» (м. Бергамо, Італія).
Член редакційної колегії наукових журналів: «Журналу європейської економіки», «Вісника ТНЕУ», «Світу фінансів», «Галицького економічного вісника», «Вісника НБУ».

### Нагороди
- Грамота Вищої Атестаційної Комісії України (2006)
- Стипендіат Кабінету Міністрів України для молодих учених (2007—2009)
- Почесна грамота Міністерства освіти і науки, молоді та спорту України (2007)
- Почесна нагорода «Годинник від Голови Верховної Ради України» (2007)
- Переможець II Всеукраїнського конкурсу наукових робіт молодих учених імені М. І. Туган-Барановського (І премія) (2008)
- Володар гранту Президента України для підтримки наукових досліджень молодих учених (2009)
- Стипендіат Верховної Ради України для найталановитіших молодих учених (2012)
- Диплом редакції періодичних видань НБУ за версією журналу «Вісник НБУ» Топ-20 докторів наук – активних авторів журналу (2012)

## Доробок
Віктор Козюк — автор і співавтор понад 300 наукових праць, у тому числі 9 одноосібних монографій, 1 підручника (у співавторстві), 7 навчальних посібників (6 у співавторстві), 143 статті у фахових періодичних виданнях.

### Найважливіші праці
- Козюк В. В. Державний борг в умовах ринкової трансформації економіки України [Текст]: монографія / В. В. Козюк. — Т.: Карт-бланш, 2002. — 238 с.
- Козюк В. В. Незалежність центральних банків [Текст]: монографія / В. В. Козюк. — Т.: Карт-бланш, 2004. — 244 с.
- Козюк В. В. Монетарні проблеми функціонування глобальної фінансової архітектури [Текст]: монографія / В. В. Козюк. — Т. : Астон, 2005. — 512 с.
- Козюк В. В. Трансформація центральних банків в умовах глобалізації: макроекономічні та інституціональні проблеми [Текст]: монографія / В. В. Козюк. — Т. : Астон, 2005. — 320 с.
- Козюк В. В. Монетарна політика в глобальних умовах [Текст]: монографія / В. В. Козюк. — Т. : Підручники і посібники, 2007. — 192 с.
- Козюк В. В. Монетарні засади глобальної фінансової стабільності [Текст]: монографія / В. В. Козюк. — Т. : ТНЕУ, «Економічна думка», 2009. — 728 с.
- Козюк В. В., Атамась, Н. І. Доларизація економіки: виклики монетарній політиці та фінансовій стабільності [Текст]: монографія / В. В. Козюк, Н. І. Атамась. — Т.. — Астон, 2012. — 276 с.
- Фіскальна консолідація: макроекономічні проблеми та інституціональні засади [Текст]: монографія / за заг. редакцією Тарангул Л. Л. / НДІ фінансового права. — К. : Алерта, 2013. — 496 с.
- Козюк В. В. Резервні валюти: глобальний периметр нестабільності [Текст]: монографія / В. В. Козюк. — Т. : Астон, 2015. — 468 с.
- Історія економіки та економічної думки: підруч. / В. В. Козюк, Л. А. Родіонова, О. В. Длугопольський [та ін.] ; за ред. В. В. Козюка, Л. А. Родіонової. — Т. : ТНЕУ, 2015 р. — 792 с.
- Козюк В. В. Незалежність центральних банків після глобальної фінансової кризи: «сіра зона статус-кво» / В. В. Козюк // Вісник НБУ. — 2015. — № 2. — С. 16—25.
- Козюк В. Незалежність центральних банків у сировинних економіках / В. В. Козюк // Вісник НБУ. — 2016. — № 235 (березень). — С. 6—25.
- Козюк В. Незалежність центральних банків і фінансова стабільність: ортодоксальний та гетеродоксальний підходи [Текст] / Віктор Козюк // Вісник НБУ. — 2017. — № 1 (березень). С. 6—29.
- Козюк В. В. Теорія оптимальних валютних зон у світлі глобальної фінансової кризи і ризиків дивергенції ЄВС / В. В. Козюк // Економічна теорія. — 2012. — № 4. — С. 56—71.
- Козюк В. В. Фіскальний вимір теорії оптимальних валютних зон в світлі дивергенції ЄВС / В. В. Козюк // Економічна теорія. — 2014. — № 3. — С. 82—98.
- Козюк В. В. Фінансовий розвиток, валютні резерви та політичні режими в сировинних економіках [Текст] / Віктор Козюк // Економічна теорія. — 2016. — № 3. — С. 82—102.
- Козюк В. В. Якість інститутів та відхилення валютних курсів від паритету купівельної спроможності: наслідки для економічного зростання / В. В. Козюк // Журнал європейської економіки. — 2014. — Том 13 (№ 1). — С. 3—19.
- Козюк В. В. Інституційні компенсатори відкритості та фіскальної експансії в країнах Центрально-Східної Європи / В. Козюк // Журнал європейської економіки. — Т. 15 (№ 1). — 2016. — С. 3—34.
- Козюк, В. В. Передумови та глобальні макрофінансові ефекти активного портфельного менеджменту валютних резервів / В. В. Козюк // Економіка України. — 2016. — № 6 (655). — С. 40—58.
- Козюк В. В. Пов'язане кредитування: олігархічний банкінг та фінансова нестабільність / Віктор Козюк // Фінанси України. — 2016. — № 8. — С. 38—58.